# Сальков, Владимир Максимович
Влади́мир Макси́мович Сальков (укр. Володимир Максимович Сальков; 1 апреля 1937, Сталино, Украинская ССР, СССР — 8 июля 2020, Москва) — советский футболист, защитник, тренер. Мастер спорта СССР (1961). Заслуженный тренер Украинской ССР (1975), заслуженный тренер СССР (1989).

## Биография
Начинал играть в 1950 в Сталино в команде техникума. Воспитанник донецкой ДЮСШ «Шахтёр». Первый тренер — Г. В. Бикезин.
В 1958—1959 (по сентябрь) играл за СКВО (Куйбышев) в чемпионате РСФСР среди КФК. С октября 1959 — в клубе «Крылья Советов» (Куйбышев), где провел 6 игр до окончания сезона.
В 1960 перешёл в «Шахтёр» (Донецк), где провел 10 лет (играл по сезон 1969 года включительно). Вместе с клубом стал двукратным обладателем Кубка СССР — в 1961 и 1962, а в 1963 был финалистом розыгрыша. В 1967 и 1969 был капитаном «Шахтёра». Цепкий, выносливый, жёсткий в единоборствах защитник, был силён в отборе мяча и выборе позиции.
В высшей лиге провел 237 матчей, забил 3 мяча.
С 1970 года — на тренерской работе. Сначала 1,5 года работал со ждановским «Металлургом» (по июль 1971), затем вернулся в «Шахтёр». С августа 1971 по июль 1974 работал начальником донечан, с августа 1974 назначен главным тренером. Как тренер «Шахтёра» — серебряный призёр чемпионата СССР 1975, бронзовый призёр чемпионата СССР 1978. После сезона 1978 года покинул команду.
В 1979-80 (по июль) — главный тренер клуба «Торпедо» (Москва), с которым больших успехов не добился.
С июля 1982 по август 1983 работал главным тренером олимпийской сборной СССР, а с сентября 1983 по май 1984 — тренером. Команда при Салькове выиграла отборочный турнир к Олимпиаде 1984 в Лос-Анджелесе. Однако из-за бойкота Игр, объявленного руководством страны, на Олимпиаду сборная не поехала.
В июне 1984 стал вторым тренером сборной СССР, помогал Эдуарду Малофееву. В мае 1986, перед поездкой на чемпионат мира 1986 в Мексику, снят с должности.
С августа 1986 — второй тренер олимпийской сборной СССР. Вместе с Бышовцем и Гаджиевым сборная СССР выиграла золотые олимпийские медали в Сеуле-88. С 1989 по 1990 возглавлял олимпийскую сборную.
В июле 1990 вернулся в первую сборную, где снова стал вторым тренером. Работал в команде по июнь 1992.
В начале сезона 1993 возглавил волгоградский «Ротор», который привел к серебряным медалям чемпионата России 1993. В мае 1994 покинул команду.
В 1995 (по август) работал главным тренером в «Шахтёре». При нём команда стала обладателем Кубка Украины 1995.
В ноябре 1995 стал тренером олимпийской сборной России. В 1998 году — второй тренер сборной России в штабе Анатолия Бышовца.
В 2000—2001 годах возглавлял сборную Узбекистана, в 2002 году — «Ротор».
Работал спортивным директором клуба ЦСКА (Москва) (2003—2007).

## Награды
Награждён орденом «Почёта» (1989), знаком «Шахтерская слава» 3-х степеней, медалью ордена «За заслуги перед Отечеством» II степени (1997), орденом «За заслуги» III степени (2011, Украина).